# Amphisbène (mythologie)
Ne doit pas être confondu avec Amphiptère.
Pour les articles homonymes, voir Amphisbène.

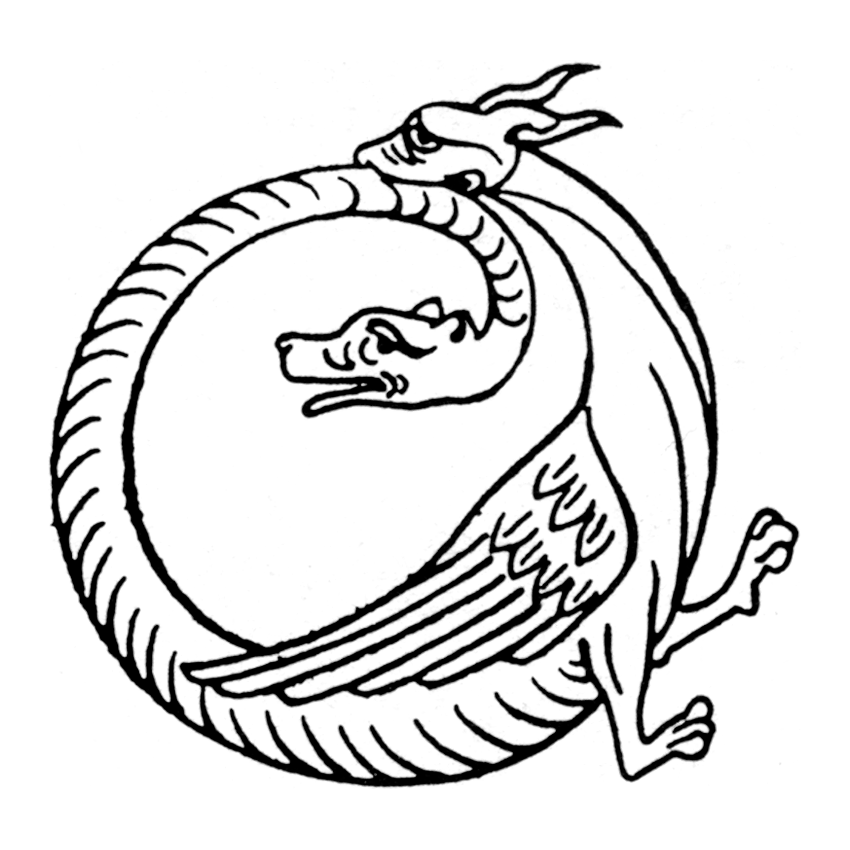
Amphisbaena.

L’amphisbène est, dans la mythologie antique, un serpent légendaire possédant une tête à chaque extrémité du corps. On trouve des représentations similaires en Mésoamérique et en Amérique du Sud.
Selon Lucain, l'amphisbène fut engendré par le sang qui coulait de la tête tranchée de la Gorgone Méduse, alors que Persée survolait la Libye en la tenant à la main : le poète décrit les serpents africains et leurs dangers à l'occasion de la traversée du désert par l'armée de Caton. L'amphisbène se nourrit des cadavres laissés à l'abandon. Ce monstre avait été évoqué par Nicandre, puis il est mentionné par Pline l'Ancien et Isidore de Séville. Pour les auteurs modernes, on trouve cette créature légendaire chez Thomas Browne (qui dément son existence), et les poètes John Milton, Alexander Pope, Alfred Tennyson, Aimé Césaire et Housman. Il donne son nom à des reptiles réels du groupe des Amphisbaenia dont l'extrémité de la queue ressemble vaguement à une tête.

## Étymologie
Cette créature est mentionnée sous des noms à l'orthographe très variable : amphisbaena, (pluriel : amphisbaenae), amphisbaina, amphisboena, amphisbona, amphista, amphivena et anphivena, les deux derniers étant féminins.
Le nom originel, ἀμφίσβαινα / amphísbaina, est tiré de l'adverbe grec ἀμφίς / amphís, « des deux côtés », et du verbe βαίνω / baínō, « aller » ; amphisbène signifie donc « double marcheur », « qui va dans deux directions », « qui s'avance ou recule à volonté » ou « qui marche des deux bouts ».

## Mentions
La première mention de l'amphisbène figure chez Nicandre de Colophon (Thériaques 372-383), qui est repris par Pline l'Ancien (Histoire naturelle 30, 85).
La seconde figure chez Lucain, lorsque les soldats de Caton traversent les déserts d'Afrique et croisent plusieurs serpents :

« Nous allons chercher ces reptiles de Libye pour nos morts raffinées ; l'aspic est un objet de commerce ! L'hoemorrhoïs, autre serpent qui ne laisse pas aux malheureux une goutte de leur sang, déroule ses anneaux écailleux. Puis, c'est le chersydre destiné aux plaines des Syrtes perfides, et le chélydre qui laisse une trace fumante, et le cenchris qui glisse toujours tout droit et dont le ventre est tacheté comme l'ophite thébain, l'hammodyie, dont la couleur ressemble, à s'y méprendre, à celle du sable, et le céraste vagabond et tortueux, et le scytale, qui seul, durant les frimas épars, s'apprête à jeter sa dépouille, et la brûlante dipsade, et le terrible amphisboene aux deux têtes, et le natrix, fléau des ondes, et le jaculus ailé, et le paréos dont la queue marque sa route, et l'avide prester, qui ouvre sa gueule écumante et béante, et le seps venimeux, qui dissout les chairs et les os, et celui dont le sifflement fait trembler toutes ces bêtes terribles, celui qui tue avant de mordre, le basilic, terreur des autres serpents, roi des déserts poudreux. »

— Pharsale, livre IX.
Pline l'Ancien reprend la description de Lucain en ajoutant une précision : l'amphisbène a deux têtes, comme si une seule ne lui suffisait pas pour décharger son venin. Il précise que cet animal a aussi des vertus médicinales.

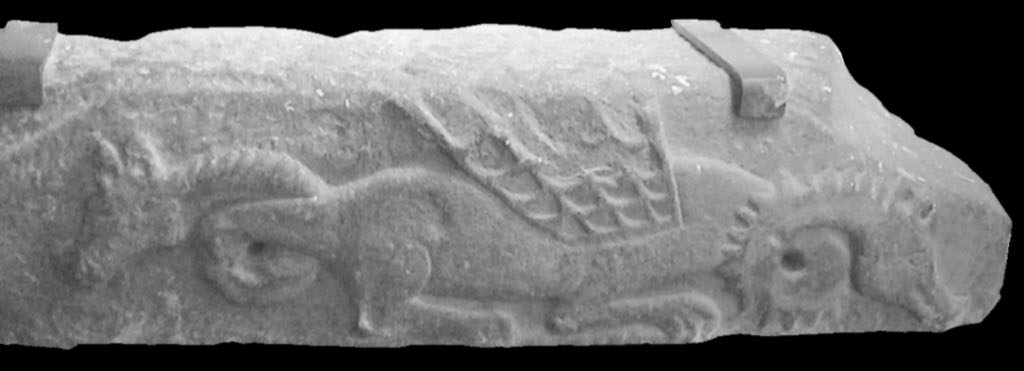
Représentation d'un amphisbène sur un bas-relief médiéval

Au Moyen Âge, l'encyclopédie de Brunetto Latini, Li livres dou Tresor (de), mentionne également cette créature : 
— Brunetto Latini, traduction par Gabriel Bianciotto, Le Livre du Trésor, livre I, CXXXVIIII, lire en ligne, en ancien français.
Au XVIIe siècle, l'existence de l'amphisbène est fermement démentie par Thomas Browne, qui observe qu'il n'y a pas d'animal sans dessus et dessous, avant et arrière, gauche et droite, et qu'un animal à deux extrémités antérieures ne peut donc pas exister.

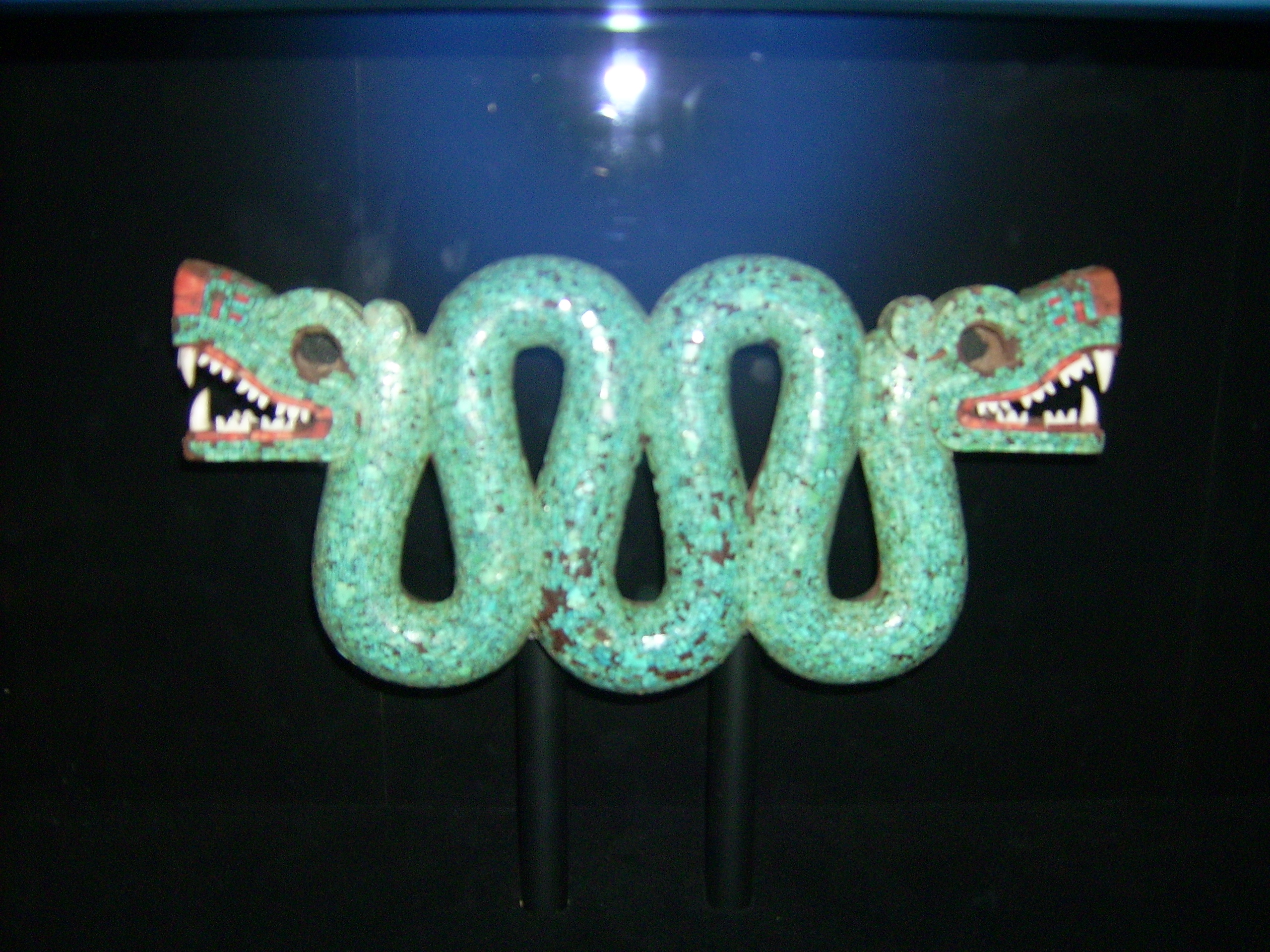
Ornement aztèque en forme de serpent turquoise à deux têtes

Dans les Antilles et certaines régions d'Amérique est mentionné un animal similaire, sous le nom de « double marcheur », « serpent à deux têtes » ou « mangeur des fourmis ». Selon la légende, les fourmis l'entretiennent et si ce serpent est coupé en deux morceaux, ceux-ci se rassemblent. Cette proximité lui a valu le surnom de "mère" ou "roi" des fourmis.
T.H. White suggère que les descriptions de serpents à deux têtes dérivent des Amphisbaenia, nom de reptiles bien réels, dont la queue est terminée par un cartilage imitant une seconde tête. S'ils sont attaqués, ils dressent leurs deux extrémités, et le prédateur, ne sachant laquelle est dangereuse, abandonne souvent  la partie ; s'il insiste, leur queue est détachable, comme celle des lézards. Animaux nocturnes, ils vivent dans des terriers où ils peuvent effectivement se mouvoir aussi vite en avant qu'en arrière. En revanche, ils sont pratiquement aveugles (leurs yeux étant recouverts d'une membrane), et ils ne sont pas venimeux, mais leur morsure peut être dangereuse, car ils ont tendance à arracher les chairs, et leur gueule est un réservoir de bactéries. Ces animaux se trouvent dans les pays méditerranéens, principalement l'Afrique du Nord et la péninsule Ibérique, d'où la plupart des légendes mentionnant les amphisbènes sont issues. Ils existent aussi en Inde (où ils sont considérés comme sacrés), et en Amérique.

## Descriptions
Les premières descriptions de l'amphisbène durant l'Antiquité grecque le dépeignent simplement comme un serpent venimeux à deux têtes. Cependant, l'époque médiévale et ses miniatures lui attribuent souvent deux pattes, voire plus, en particulier des pattes de poulet ainsi que des ailes à plumes. Certains le décrivent même comme une créature draconique à cornes, avec une tête sur sa queue de serpent et de petites oreilles rondes, tandis que d'autres lui ont représenté deux cous de taille égale, de sorte qu'il est impossible de déterminer quelle tête est à l'arrière. De nombreuses descriptions de l'amphisbène disent que ses yeux brillent comme des bougies ou des éclairs, mais le poète Nicandre contredisait cela. Diverses qualités lui sont attribuées, entre autres celle de nager, d'hypnotiser, d'être très rapide, d'avoir des crocs venimeux, et de tuer par un simple regard durant les nuits de pleine lune.
L'amphisbène était également réputé pouvoir se reconstituer lorsqu'il était coupé en deux, et même être mis en pièces sans en mourir.
Selon Édouard Brasey, l'amphisbène est une créature mi-serpent, mi-oiseau, avec deux têtes mi-noir et mi-argent à chaque extrémité de son corps ophidien, parfois représentée avec l'aspect du basilic. Incapable de voler, il serait néanmoins capable de mordre des deux côtés, rapide comme l'éclair, et aurait le pouvoir d'hypnotiser ses victimes grâce à l'éclat extraordinaire de ses yeux. Il commanderait aussi aux autres serpents et résisterait aux grands froids.
L'amphisbène était réputé pouvoir avancer aussi bien en avant qu'en arrière. Quand une tête dort, l'autre reste éveillée pour faire le guet.

## Propriétés médicinales
Dès l'Antiquité, l'amphisbène avait de nombreux usages dans l'art de la médecine traditionnelle et la magie. Pline l'Ancien écrit que les femmes qui portent un amphisbène vivant autour de leur cou sont protégées des maladies ; cependant, si le but est de guérir des maux tels que l'arthrite ou le rhume, il ne fallait porter que la peau de l'animal. Les personnes souffrant du froid pendant leur travail pouvaient clouer sa carcasse ou sa peau à un arbre pour se tenir chaud, le processus permettant aussi à l'arbre d'être abattu plus facilement. En Espagne[réf. nécessaire], en revanche, la seule vue du serpent pourrait provoquer un avortement .
En mangeant la viande d'un amphisbène, on pouvait attirer de nombreux prétendants du sexe opposé[réf. nécessaire].. 
Tuer un amphisbène durant la pleine lune pouvait donner du pouvoir à celui qui est pur de cœur et d'esprit.[réf. nécessaire]

## Art et Héraldique

Ville de Zapolice (gmina), Pologne

On peut trouver l'amphisbène dans l'art (bracelets) et dans l'héraldique, où il figure sur les blasons inspirés des bestiaires médiévaux. Il est alors classiquement représenté comme un serpent ayant une seconde tête au bout de la queue ; il peut prendre principalement trois formes :
1) type antique : disposé en cercle ouvert ou en forme de huit inachevé, les deux têtes affrontées.
2) type religieux : en forme de S ou Z, les têtes étant respectivement or ou argent pour la partie supérieure, et sable (noire) pour l'inférieure. Complet, l'amphisbène est représenté avec la partie lumineuse ailée et la partie ténébreuse membrée (avec une paire de pattes écailleuses). Sa symbolique est celle de la victoire du Bien sur le Mal.
3) type héraldique : en forme de dragon, souvent pourvu de deux pattes et d'ailes ; il ne se distingue de l'amphiptère ou de certains types de basilic que par sa seconde tête au bout de la queue. Commun, il est de couleur unie, les deux têtes sont indifférenciées, leur couleur n'importe pas.